# Tu canción
Tu canción és una cançó composta per Raúl Gómez i Sylvia Santoro, interpretada pel duo de cantants Amaia Romero i Alfred García. Va ser escollida per representar Espanya al Festival de la Cançó d'Eurovisió 2018 en una gala especial del programa de televisió Operación Triunfo 2017.

## Festival d'Eurovisió

### Antecedents
El novembre de 2017, es va començar a especular sobre la possibilitat que el representant d'Espanya al Festival de la Cançó d'Eurovisió 2018 seria un dels concursants del programa Operación Triunfo 2017. El 4 de desembre d'aquell mateix any, el presentador del programa espanyol, Roberto Leal, va confirmar els rumors, en el marc de la sisena gala del programa. Finalment, el 23 de gener de 2018 es van revelar els temes candidats a representar Espanya.
El 29 de gener es va celebrar una gala especial al programa, titulada "gala Eurovisión". Tu canción va resultar seleccionada per representar Espanya amb un 43% dels vots de l'audiència.